# Себастьян Бахманн
Себастьян Бахманн   (нім. Sebastian Bachmann, 24 листопада 1986) — німецький фехтувальник, олімпійський медаліст.

## Виступи на Олімпіадах
| Олімпіада   | Дисципліна       | Місце |
| ----------- | ---------------- | ----- |
| Лондон 2012 | рапіра, особисті | =9    |
| Лондон 2012 | рапіра, командні | 3     |

## Зовнішні посилання
- Досьє на sport.references.com